# バウンティ

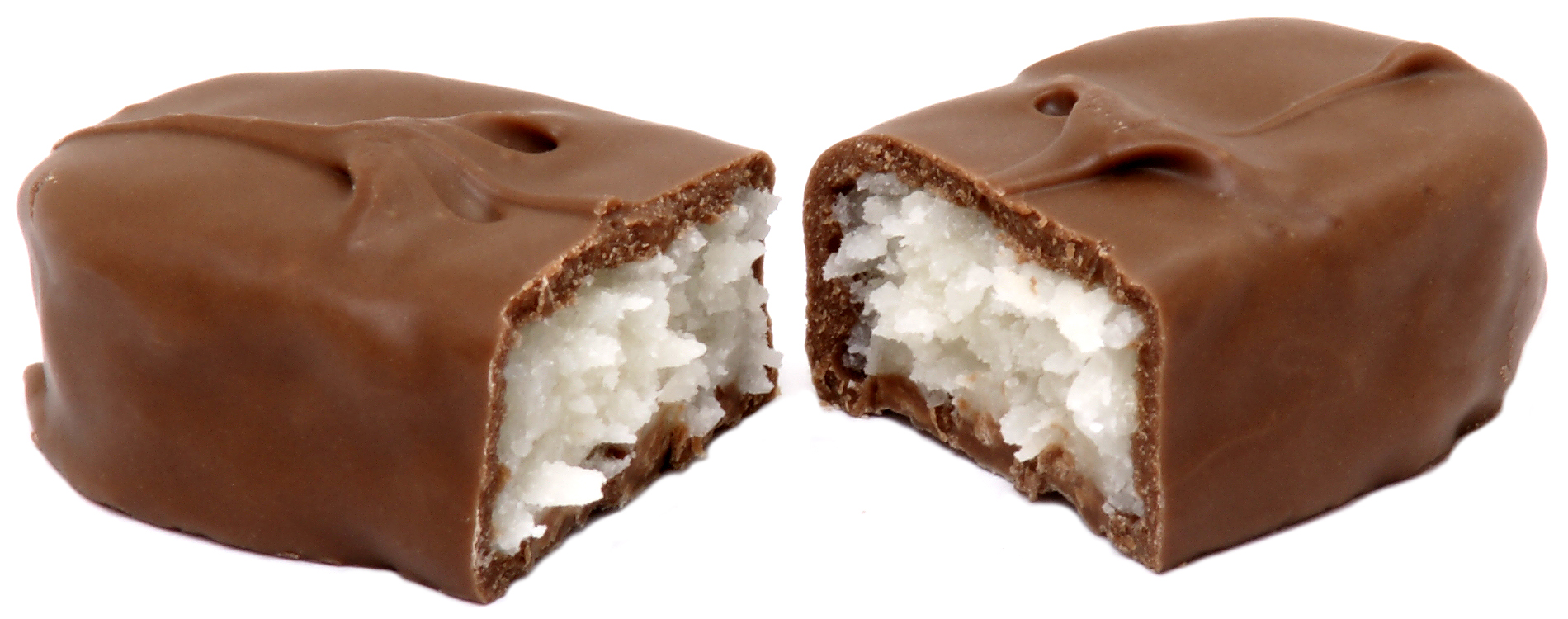
Bountyの中身

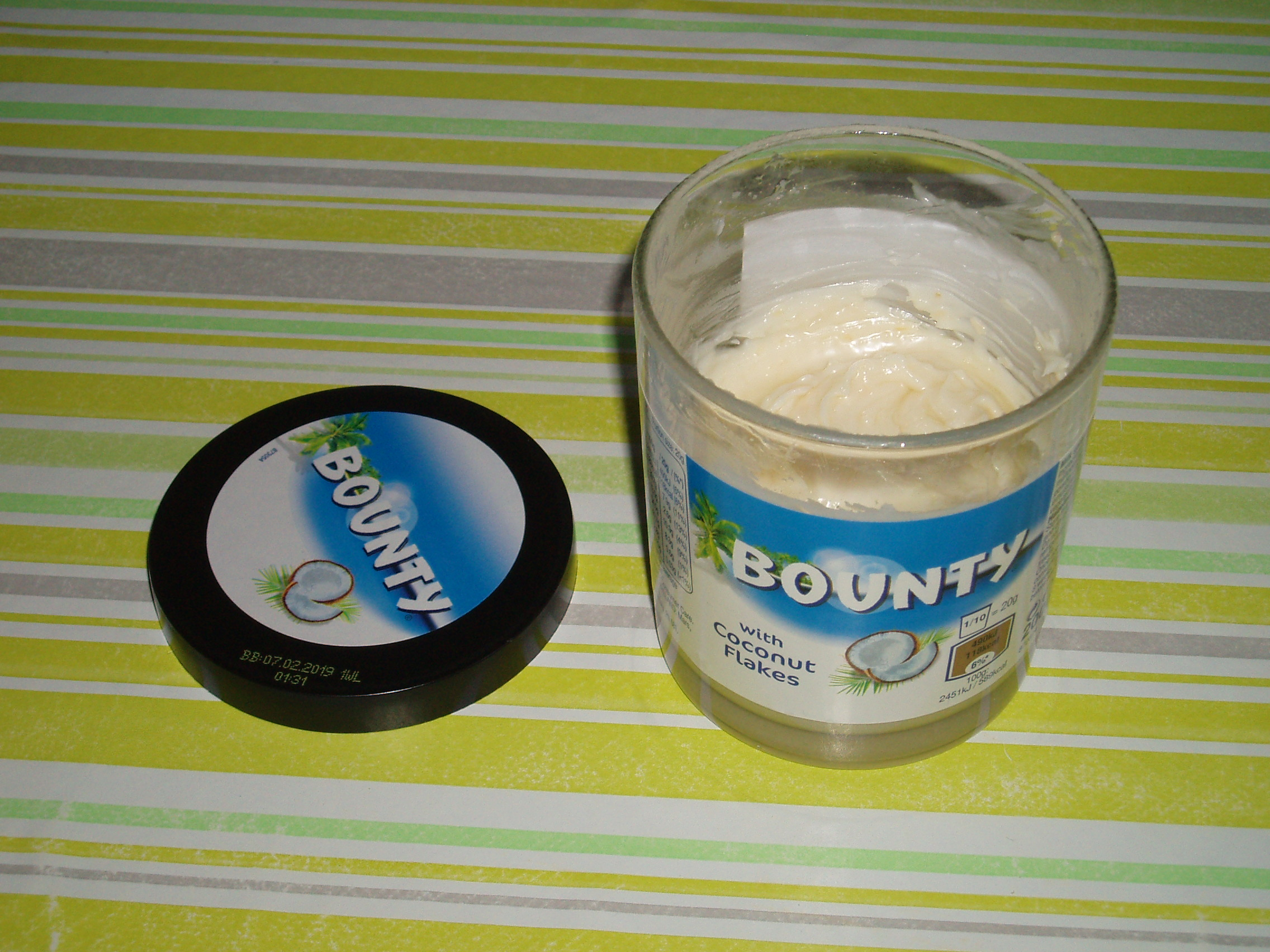
Bountyのペースト

バウンティ(Bounty)は、米国のマース社 （日本での発売元はマース ジャパン） が国際的に販売しているスナックバーである。
1951年にイギリスとカナダで登場し、当初はミルクチョコレートでコーティングされたもののみ販売された。
ココナッツをミルクチョコレート（青色のパッケージ）またはダークチョコレート（赤色のパッケージ）で包んだ菓子で、1袋に2つずつ入っている。
2006年からオーストラリアでチェリー味が登場。本来は限定販売だったが2013年に再発売された。
他の限定版としてはマンゴー味がヨーロッパで2004年〜2005年、ロシアとウクライナで2010年に販売されている。
アメリカ合衆国ではザ・ハーシー・カンパニーの「Mounds」というよく似た商品がありBountyの市場の対象にはなっていないが、多くのスーパーマーケットなどにある輸入品コーナーで見つけることが出来る。
テレビコマーシャルではココヤシの樹と常夏のビーチを主に用い、ドミニカ共和国のサオナ島が撮影に使用された。

## 日本では
主に販売されているのはヨーロッパ地域またはタイ、インドネシアなどの東南アジアであり、日本ではスニッカーズやミルキーウェイのように流通していない。
輸入雑貨店やインターネット通販などで購入が可能。